# Рацухи
Рацу́хи (пол. Racuchy) — небольшие сладкие оладьи в польской кухне, пухлые, обжаренные до золотистого цвета, из муки, жидкости (воды, молока, кислого молока, кефира или пахты), яйца и разрыхлителя (дрожжи, пекарский порошок, пищевая сода, реже взбитая пена из яичного белка).
Это традиционное блюдо польской кухни. Типичные рацухи — это небольшие оладушки с яблоком, нарезанным или натёртым на тёрке (иногда с добавлением корицы), либо с ревенем или сливами. Есть и более экзотические для Польши вариации — с бананом или сухофруктами. Подаются на сладкое, посыпанные сахарной пудрой или сливками, или мармеладом. В Подляском воеводстве их подают во время рождественского ужина.
Существует вариант из отварного и протёртого картофеля, яиц (белки взбиваются в пену), сахара, небольшого количества сливок и сливочного масла. Традиционно жареные на смальце рацухи посыпают сахаром и подают со сметаной.